# Otto Jungbluth
Otto Jungbluth (* 23. Februar 1918 in Mannheim; † 26. Januar 1995 in Darmstadt) war ein deutscher Bauingenieur und Hochschullehrer.

## Leben und Wirken
Nach dem Abitur arbeitete Jungbluth als Praktikant auf Baustellen. 1938 folgte der Reichsarbeitsdienst und dann bis Ende des II. Weltkrieges der Kriegsdienst in der Wehrmacht. Zu Beginn des ersten Friedensjahres 1946 nahm er das Studium des Bauingenieurwesens an der TH Darmstadt auf und schloss es schon 1949 mit der Diplomprüfung ab. Bis 1953 wirkte Jungbluth als wissenschaftlicher Assistent Kurt Klöppels am Lehrstuhl für Stahlbau und Statik und wurde mit einer Dissertation über die baustatische Analyse abgespannter Maste nach Theorie II. Ordnung von der TH Darmstadt zum Dr.-Ing. promoviert.
Von 1953 bis 1963 arbeitete Jungbluth für die Darmstädter Stahlbaufirma Donges und leitete dort einige erfolgreiche Entwicklungen ein; als Beispiel sei der Dolesta-Binder genannt, ein Fachwerkbinder mit dünnwandigen, kaltgeformten Gurten, die zur Erhöhung der Stabilität teilweise mit Beton gefüllt waren. 1963 wechselte er zu den Hüttenwerken Siegerland AG (ab 1969 Hoesch-Siegerlandwerke AG) und verantwortete dort als Vorstandsmitglied die erste kontinuierliche Fertigung von Sandwichelementen. Schon auf dem 12. Deutschen Stahlbautag in Aachen 1964 standen Fragen des Stahlleichtbaus im Mittelpunkt. Damit hob in der Bundesrepublik Deutschland der Stahlleichtbau im industriellen Großmaßstab an. Dabei zielte Jungbluth mit dem Industrie- und Wohnungsbau auf die Bearbeitung eines immer wichtiger werdenden Segmentes des Baumarktes, das er mit der Serienproduktion von Stahl-Fertigteilen auf automatischen Fertigungsstraßen für den Stahlbau noch besser erschließen wollte. Die heute noch existierende Sandwichkuppel auf dem Messegelände in Hannover stammt aus der Schaffensperiode von Jungbluth bei den Hüttenwerken Siegerland AG, die damals gerade in den neugebildeten Hoesch-Konzern eingegliedert wurden. Obwohl Jungbluth seine Firma während dieses Umstrukturierungsprozesses 1967 verließ, kann er als Protagonist der industrieförmigen Wissenschaft auf dem Gebiet des Stahlleichtbaus im Allgemeinen und der Sandwichbauweise im Besonderen gelten, wurde er doch nach einem Zwischenspiel als Beratender Ingenieur in Dortmund 1969 an die 1967 gegründete Ruhr-Universität Bochum (RUB) berufen, wo er seine Forschungen zum Stahlleichtbau weiterführen konnte und dort u. a. die Dissertation von Helmut Bode über Sandwichplatten anregte.
1972 nahm Jungbluth den Ruf der TH Darmstadt auf die Stahlbauprofessur an und entfaltete dort bis zu seiner Emeritierung im Jahr 1983 eine außerordentlich fruchtbare wissenschaftliche Tätigkeit. In dieser Schaffensperiode verantwortete Jungbluth 30 drittmittelfinanzierte Forschungsvorhaben und 27 Dissertationen. So betreute er die Dissertation von Klaus Berner über die Temperaturbeanspruchung von Sandwichplatten. Mit Unterstützung von Klaus Berner publizierte Jungbluth 1986 ein Standardwerk des Stahlleichtbaus über Verbund- und Sandwichtragwerke. Pionierarbeit leistete Jungbluth auch auf dem Gebiet der integralen Planung im Bauwesen auf Basis der ersten CAD-Systeme in der Bundesrepublik Deutschland.
Neben seiner Tätigkeit in Forschung und Lehre an der TH Darmstadt engagierte sich Jungbluth auch ehrenamtlich. So war er jahrelang Vorsitzender des Deutschen Ausschusses für Stahlbau (DASt) und übernahm als solcher die Leitung des Fachausschusses „Stahlbau“ im DIN-Normenausschuss Bauwesen.
Wenige Wochen vor Vollendung seines 77. Lebensjahres verstarb Otto Jungbluth am 26. Januar 1995 in Darmstadt.

## Werke
- Otto Jungbluth: Industriedächer: Vortragsreihe vom 30. April 1968. Classen, Essen 1968.
- Wolfgang Zerna, Otto Jungbluth: Bautechnische Probleme bei der Erstellung von Kernkraftwerken. Westdeutscher Verlag, Opladen 1971.
- Otto Jungbluth, Wilfried Zwanzig, Helmuth Vester: Rechnergestützte Konstruktion, Kalkulation und Fertigung im Stahlbau. Bundesministerium für Verkehr, Abt. Straßenbau, Bonn 1975.
- Otto Jungbluth, Bert Hofmann: Untersuchungen zum Zwecke der Einführung einer praxisnahen Sandwichtechnik in das Bauwesen. Westdeutscher Verlag, Opladen 1976.
- Otto Jungbluth, Helmut Bode: Rohrsandwichbrücken aus Stahl: ein neuer Brückentyp für mittlere Spannweiten. (= Deutscher Ausschuß für Stahlbau. Berichte aus Forschung und Entwicklung. Heft 5). Stahlbau-Verlags-Gesellschaft, Köln 1978.
- Otto Jungbluth, Horst Schäfer, Rainer Gräfe: Stahlprofilblech-Beton-Verbundplatten: experimentelle und theoretische Untersuchungen zum Tragverhalten. Stahlbau-Verlags-Gesellschaft, Köln 1979.
- Otto Jungbluth, R. Bertzky, P. Merkel: Rechnerunterstützte Auftragsabwicklung im Stahlhallenbau: Programmsystem RAITMA. Kernforschungszentrum, Karlsruhe 1980.
- Otto Jungbluth, Ernst Ludwig Hiegele: Bemessungshilfen für den konstruktiven Ingenieurbau. 1, Plastische Interaktion. Springer-Verlag, Berlin 1982.
- Otto Jungbluth, Ernst Ludwig Hiegele: Bemessungshilfen für den konstruktiven Ingenieurbau. 2, Biegedrillknicken. Springer-Verlag, Berlin 1982.
- Otto Jungbluth: Optimierte Verbundbauteile. In: Stahlbau Handbuch. Band 1, 2. Auflage. Stahlbau-Verlags-Gesellschaft, Köln 1982, S. 907–942.
- Otto Jungbluth, H. Friemann, G. Kubsch: Experimentelle und theoretische Ermittlungen der Beullasten unversteifter Stahlbleche unter Berücksichtigung von Vorverformungen und Eigenspannungen. (= Berichte aus der Forschung. Heft 14). Stahlbau-Verlags-Gesellschaft, Köln 1985.
- Otto Jungbluth: Verbund- und Sandwichtragwerke: Tragverhalten, Feuerwiderstand, Bauphysik. Springer-Verlag, Berlin 1986.
- Otto Jungbluth, Werner Gradwohl: Berechnung und Bemessen von Verbundprofilstäben bei Raumtemperatur und unter Brandeinwirkung. (= Deutscher Ausschuß für Stahlbeton. Heft 382). Ernst & Sohn, Berlin 1987, ISBN 3-433-01382-9.

## Nachweise
1. ↑  Otto Jungbluth: Der mehrfeldrige, elastisch gestützte, querbelastete Druckstab und seine Anwendung auf die Berechnung mehrfach abgespannter Fundamente nach der Spannungstheorie II. Ordnung. Dissertation v. 25. März 1953 a. d. TH Darmstadt.
2. ↑  Bauen mit Stahl. Donges Steeltec, abgerufen am 18. Oktober 2019.
3. 1 2  Klaus Berner, Jörg Lange: Otto Jungbluth – zum 100. Geburtstag. In: Stahlbau. 87. Jg., H. 5, 2018, S. 522–523.
4. ↑  Karl-Eugen Kurrer: The History of the Theory of Structures. Searching for Equilibrium. Ernst & Sohn, Berlin 2018, ISBN 978-3-433-03229-9, S. 628.
5. ↑  Horst Witte: Eine neuartige Sandwichkuppel auf dem Messegelände in Hannover. In: Acier Stahl Steel. Band 35, 1970, S. 361–365.
6. ↑  Helmut Bode: Beitrag zur Berechnung und Konstruktion von Sandwichplatten. Diss. Ruhr-Universität Bochum 1974.
7. ↑  Bernd Naujoks, Jörg Lange: Klaus Berner 70 Jahre. In: Stahlbau. 80. Jg., H. 9, 2011, S. 693–694.
8. ↑  Otto Jungbluth: Verbund- und Sandwichtragwerke: Tragverhalten, Feuerwiderstand, Bauphysik. Springer-Verlag, Berlin 1986.
9. ↑  Otto Jungbluth, Wilfried Zwanzig, Helmuth Vester: Rechnergestützte Konstruktion, Kalkulation und Fertigung im Stahlbau. Bundesministerium für Verkehr, Abt. Straßenbau, Bonn 1975.

| Personendaten    | Personendaten                               |
| ---------------- | ------------------------------------------- |
| NAME             | Jungbluth, Otto                             |
| KURZBESCHREIBUNG | deutscher Bauingenieur und Lehrstuhlinhaber |
| GEBURTSDATUM     | 23. Februar 1918                            |
| GEBURTSORT       | Mannheim                                    |
| STERBEDATUM      | 26. Januar 1995                             |
| STERBEORT        | Darmstadt                                   |